# Курода, Митихиро
Митихиро Курода (яп. 黒田倫弘 Курода Митихиро, 6 июня 1972 года, префектура Киото) — вокалист японской группы SCARECROW.

## Биография
В 1996 году Курода стал вокалистом новой группы Iceman, которая распалась в 2000 году, когда Курода покинул её. За время своего существования группа выпустила 6 альбомов. По словам Куроды, он не мог полностью раскрыть свой потенциал, будучи членом Iceman. Курода создал собственную группу под названием «Kuroda Band». Группа состояла из Митихиро (вокал), Мицухиро Конно (бас-гитара), Тэцуя Кацураги (гитара), Кадзуёси Баба (гитара) и Ясухиро Окуда (ударные). В промежуток с 2000 по 2006 год он выпустил 6 альбомов, 2 ремиксовых альбома, снялся в двух фильмах, написал 3 книги.
Сейчас Курода — вокалист группы SCARECROW. Группа состоит из 4 человек: Курода (вокал), Кэнъити Ито (гитара), Масанори Исибаси (бас-гитара) и Хидэки Мидзуэ (ударные).